# Ipsa childreni
Ipsa childreni (J.E. Gray, 1825) è un mollusco gasteropode appartenente alla famiglia Cypraeidae. È l'unica specie nota del genere Ipsa Jousseaume, 1884.

## Distribuzione e habitat
È diffusa nell'oceano Pacifico e nell'oceano Indiano.

## Tassonomia
Sono note 2 sottospecie:
- Ipsa childreni lemurica Schilder & Schilder, 1938
- Ipsa childreni novaecaledoniae Schilder & Schilder, 1952